# Nad Ali
Nad Ali är ett distrikt i Afghanistan. Det ligger i provinsen Helmand, i den centrala delen av landet, 600 km sydväst om huvudstaden Kabul.
Distriktet beräknades år 2022 ha cirka 194 000 invånare.